# 영주로
영주로(Yeongju-ro)는 전북특별자치도 정읍시 줄포면 에서 정읍시 고부면 을 잇는 전북특별자치도의 도로이다.

## 주요 경유지
전북특별자치도
- 정읍시 (줄포면 . 고부면)

## 노선
| 이름          | 접속 노선                          | 소재지        | 소재지        | 비고                 |
| 주을로와 직결 | 주을로와 직결                      | 주을로와 직결 | 주을로와 직결 | 주을로와 직결        |
| ------------- | ---------------------------------- | ------------- | ------------- | -------------------- |
| (이름 없음)   | 줄포동로                           | 정읍시        | 줄포면        | 지방도 제710호선구간 |
| 신흥 교차로   | 고부신흥길 용화길                  | 정읍시        | 줄포면        | 지방도 제710호선구간 |
| 고부천교      |                                    | 정읍시        | 고부면        | 지방도 제710호선구간 |
| 관청사거리    | 앵곡길                             | 정읍시        | 고부면        | 지방도 제710호선구간 |
| 청룡사거리    | 관청길 관용길                      | 정읍시        | 고부면        | 지방도 제710호선구간 |
| 고부 교차로   | 국도 제29호선 (부안 ~ 정읍간 도로) | 정읍시        | 고부면        | 지방도 제710호선구간 |
| 해정사거리    | 해정학정길                         | 정읍시        | 고부면        | 지방도 제710호선구간 |
| 만화사거리    | 고신길                             | 정읍시        | 고부면        | 지방도 제710호선구간 |
| (이름없음)    | 교동1길                            | 정읍시        | 고부면        |                      |
| 반내고개      |                                    | 정읍시        | 고부면        |                      |
| (이름없음)    | 영원로                             | 정읍시        | 고부면        |                      |